# Юферята
Юферя́та (рос. Юферята) — присілок у складі Свічинського району Кіровської області, Росія. Входить до складу Свічинського сільського поселення.
Населення становить 3 особи (2010).